# Almuradiel
Almuradiel – gmina w Hiszpanii, w prowincji Ciudad Real, w Kastylii-La Mancha, o powierzchni 66,16 km². W 2011 roku gmina liczyła 892 mieszkańców.